# Onze Kunst van Heden

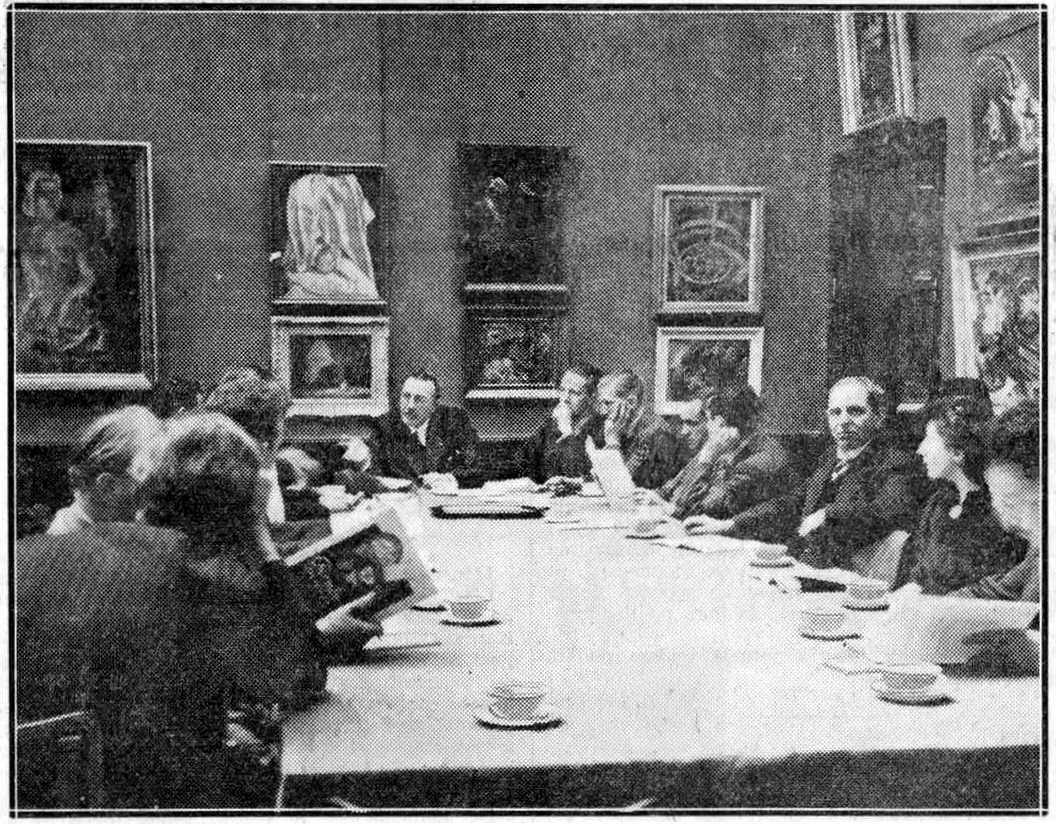
F. Schmidt Degener dirige a conferência de imprensa na exposição Onze Kunst van Heden

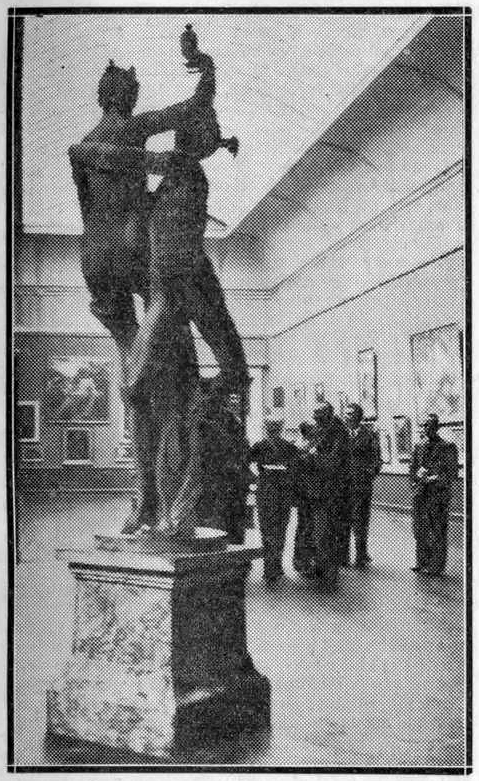
F. Schmidt Degener orienta a imprensa na exposição "Onze Kunst van Heden", 1939

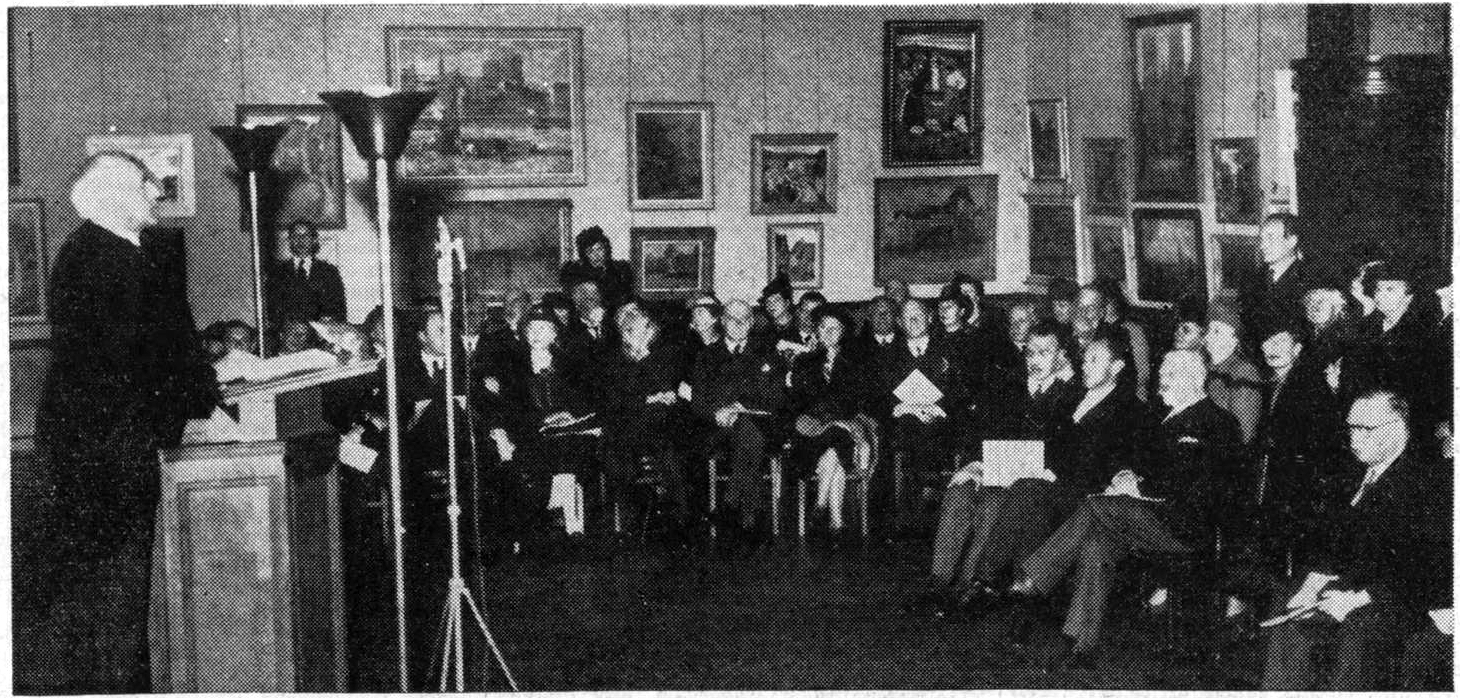
Abertura do evento pelo Ministro Gerrit Bolkestein da Onze Kunst van Heden, 1939

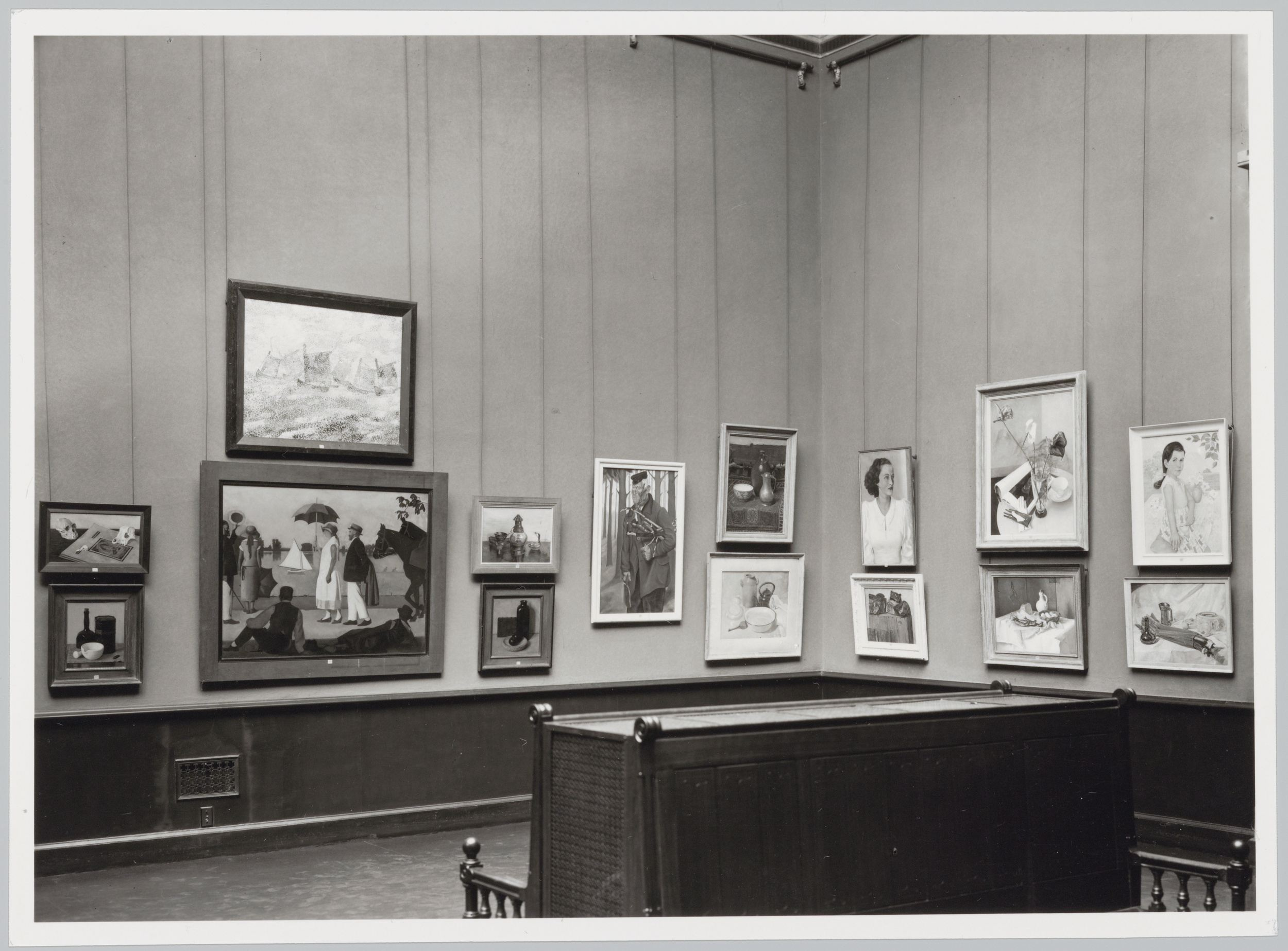
Organização da exposição Onze kunst van heden 1939-1940

Onze Kunst van Heden (A Nossa Arte de Hoje) foi uma exposição realizada no inverno de 1939 a 1940 no Rijksmuseum em Amesterdão. Devido à ameaça de invasão nos anos que antecederam a Segunda Guerra Mundial, o governo da Holanda armazenou muitos itens da colecção permanente do Rijksmuseum. O resultante espaço vazio da galeria foi utilizado por artistas holandeses contemporâneos para exibir e vender a sua arte. Foi organizado pelo director do Rijksmuseum Frederik Schmidt Degener. A exposição foi aberta a todos os artistas, sendo que cada artista podia inscrever quatro peças. 902 artistas exibiram 3200 obras de arte em 74 salas e gabinetes do Rijksmuseum.

## Artistas participantes
Artistas incluídos na exposição tal como constam do ARTindex Lexicon Online
A
- Fik Abbing
- Jean Adams (Johann Hubert Adams)
- Marinus Adamse
- Christiaan Johannes Addicks
- Johan P. Aerts
- Henk Albers
- Paul van Alff
- Gerrit Alozerij
- Jan Altink
- Nans Amesz
- Thérèse Ansingh
- Albert Arens
- Paul Arntzenius

B
- Nico Baak
- Pieter Willem van Baarsel
- Frans Backmund
- Reinier Sybrand Bakels
- Nel Bakema
- Jan Bakker
- Teun Bakker
- Jan Bander (Jan Cornelis Bander)
- Léonie Bander - Lutomirski
- Bets Bayens - Polak
- Isabella van Beeck Calkoen
- Chris Beekman
- Bella van Beek-Stroeve
- Theo Beerendonk
- Hans Beers
- Di Behrens
- Chris Bekker Jr.
- Hubert Bekman
- Truus Pannekoek-van Bemmel
- Freek van den Berg
- Pieter den Besten
- Louise Beyerman
- Jo Bezaan
- Herman Bieling
- Marinus Bies
- Leonora van Bijsterveld
- Han Bijvoet
- Marinus Blanke
- Tjieke Bleckmann
- Wilhelm Christiaan Constant Bleckmann
- Laurens Bleeker
- Miek Bloemen
- M.C. Boas - Zélander
- Felicien Bobeldijk
- Jac Bodaan
- Nelly Bodenheim
- W.F. Boekstal
- Kees Boendermaker
- Estella den Boer
- Wilhelmus de Boer
- Willy Boers
- Herman Bogman (jr.)
- Piet Böhncke
- Rie de Balbian Verster-Bolderhey
- Cees Bolding
- Han Bolte
- Claire Bonebakker
- Berend Bongers
- Jantjen Bontkes
- Herman van den Boogaard
- Alex Boom (Karel Alexander August Jan Boom)
- Jan Boon
- Henri Frédéric Boot
- Han Boskamp
- Wim Bosma
- Jaap Bouhuijs (Jaap Bouhuys)
- Jo Bouman
- Gerard Bourgonjon
- Gesina Bouvé
- G.E. Bouwmeester
- Anna Maria Braakensiek-Dekker
- Leo Braat
- Maaike Braat-Rolvink
- Chiel Brandenburg
- Bert Brante
- Dolf Breetveld
- Geraldo Abraham Brender à Brandis
- Johan Briedé
- E.T. van Briel
- Elga Broeckman (Elga Eymer)
- Adriënne Broeckman-Klinkhamer
- L.M. Broeckman - van Zijdveld
- Anne Marinus Broeckman
- Hetty Broedelet - Henkes
- Frederika Henriëtte Broeksmit
- Edmée Broers
- Louis Bron
- Dick Broos
- Fred Brouwer
- I.A. Brouwer
- Robert Ives Browne
- Rudolf de Bruyn Ouboter
- Annie Bruin
- Artur Bryks
- Johan Buning
- M.A.H. van der Burg
- Dirk Bus
- Johan Busé
- Meindert Butter

C
- Mies Callenfels-Carsten
- Louis Cardinaals
- Nico Cevat
- Jacques Chapchal
- Paul Citroen
- Joop Coenders
- Pie Coenen
- Mozes Cohen
- Willem van der Colk
- Joan Collette
- Arnout Colnot
- Ko Cossaar
- Cornelis Cox
- Marie Cremers
- Jos Croin

D
- Henri van Daalhoff
- Kreel Daamen
- Max van Dam
- Wim van Dam
- Lucie van Dam van Isselt
- J.J. Damme
- Maurits van Dantzig
- Rachel van Dantzig
- Arnold Davids
- Mies Deinum
- Paul Determeyer
- Alex Dieperink
- H.B. Dieperink Jzn.
- Henri Dievenbach
- W.J. Dijk
- Johan Dijkstra (kunstenaar)
- Waalko Dingemans
- Maria Helena Disselhoff
- Marinus Dittlinger
- Jacobus Doeser
- Elise Dom
- Jan Dona
- Jan Adriaan Donker Duyvis,
- Claudine Doorman
- Tini van Doornik
- Jaap Dooijewaard
- Willem Dooyewaard
- Leopold Herman Daniël van Dorp
- Willem van Dort Sr.
- Rein Draijer
- Arend Jan van Driesten
- Gerard Drost
- Gerrit van Duffelen
- Jacob van Duijne
- Erasmus Herman van Dulmen Krumpelman
- W.F. Dupont
- Debora Duyvis
- Lize Duyvis

E
- Guillaume Eberhard
- Geurt van Eck
- Willem van Eck
- Nicolas Eekman
- Stien Eelsingh
- Henri Eernink
- Henk van Eeuwijk sr
- Piet van Egmond
- Antje Egter van Wissekerke
- P.B.M. van den Eijnde
- Willem Eitjes
- Dick Elffers
- Rieks Elings
- Johannes Elsinga
- Fred Engel
- Jop van Epen
- Jac Eriks
- Johan Eshuis
- Bernard Essers
- Henk Etienne
- Frans Everbag
- Jan Everts
- Dirk den Exter
- Charles Eyck
- Irma van Eysinga

F
- Johann Faber
- Marie Madeleine De Famars Testas
- Barend Ferwerda
- Albert Fiks
- Dirk Filarski
- Willy Fleur
- Phocas Fokkens
- Adriana Fontein
- Anton Fortuin
- Jan Franken
- Marianne Franken
- Jan Franken Pzn.
- Roel Frankot
- Gerrit Frederiks
- Abraham Fresco
- Albert Funke Küpper

G
- Salomon Garf
- Coenraad Garms
- Jan van Geem
- Dirk van Gelder
- Hendrika van Gelder
- Rebecca van Gelder
- Wijnand Geraedts
- Pieter Geraedts
- Roelf Gerbrands
- Ed Gerdes
- Huub Gerretsen
- Ger Gerrits
- C. Gerritsen
- Jan Jacob Gerstel
- Willem Gestel
- Jaap Gidding
- Julia Giesberts
- Agnieta Gijswijt
- Frits Giltay
- Willem Giltay
- Paul Gimbel
- Lizzy Goddard
- Nelly Goedewaagen
- Jan Goedhart
- Andries Johannes Jacobus van Gool
- Jos Gosschalk
- Móric Góth
- Sárika Góth
- Helena Elisabeth Goudeket
- Johannes Graadt van Roggen
- Gerrit David Gratama
- Lina Gratama
- Janneke Anette de Grave
- Jan Grégoire
- Jos Grieken
- J.P. Griep
- Berend Groeneveld
- Theo Groeneveld
- Jac Groot
- T.L.M. de Groot
- John Grosman

H
- T. Haanebrink
- Johan Haanstra
- Dirk van Haaren
- Willem Frederik Haas
- Wim de Haas
- Herman Habes
- Jan Habets
- J.G. van Haersolte - de Lange
- Hendrik Anton Hage
- Mattijs Hage
- Jan van Ham
- Toon van Ham
- Jack Hamel
- Willem Hamel
- Flip Hamers
- Rinze Hamstra
- Nita Hannema
- Otto Hanrath
- Jacob Gerard Hansen
- Anna van Harinxma thoe Slooten
- Dirk Harting
- Marianne Hartong
- Wim Harzing
- Nola Hatterman
- Jacobus Haver Droeze
- Jan van Heel
- Simon de Heer
- Annie van der Heide-Hemsing
- Reinier Heiloo
- Wim Heinecke
- Franz Helfferich
- Johan van Hell
- Eduard Hellendoorn
- Albert Hemelman
- Johan Hemkes
- Alida Sophia Hendriks
- Arend Hendriks
- Meindert Hendriks
- Johann Wilhelm Henke
- Hendrik Henrichs
- Henk Henriët
- Jan Andries Herfst
- Felix Hess
- Johannes Albertus Hesterman Jr.
- Roeloffina van Heteren-Vink
- Geertruida van Hettinga Tromp
- Herman Heuff
- Johannes Heuperman
- B.J. van Heusden
- Folke Heybroek
- Herman Heijenbrock
- Marinus Heijnes
- Kees Heynsius
- Hubert van Hille
- Jan Hingman
- Jemmy van Hoboken
- Jacobus H. Hoenderdos
- Wim Hofker
- Antoinette van Hoytema
- Charles Hollman
- Louise van Holthe tot Echten
- Dirk Homberg
- Tine Honig
- Ina Hooft
- Bernard de Hoog
- Hendrik de Hoog
- Maria Ida Adriana Hoogendijk
- Douwe Mattheus Hoogeveen
- Jan Hendrik Hoowij
- Elbert Hooyberg
- Gerard Hordijk
- Lex Horn
- Gé ter Horst
- Eduard Houbolt
- Alida van Houten
- Chiem van Houweninge (1898 1996)
- Albert Hovenkamp
- Frits Hubeek
- Henriette Hubregtse-Lanzing
- Jan Hul
- Mathieu Hul
- Han Hulsbergen
- Albertus Gerhard Hulshoff Pol
- Ber Hulsing
- A.E. van Humalda van Eysinga (Jhr)
- Frieda Hunziker
- Vilmos Huszár
- Cornelis Teunis Huussen
- Dorothée Huysinga
- Gerard Huysser

I
- Jacques Idserda
- Hendrikus IJkelenstam
- Cees van Ijsseldijk
- Jacques Ijsselmuiden
- Jan Ingenhoes

J
- Gijs Jacobs van den Hof
- Mirjam Jacobson
- Jan Jans
- Co Jansen
- E.A. Jansen
- Jan Meine Jansen
- Lambert Jansen
- Willem George Frederik Jansen
- H.J. Jansen van Galen
- J.A.H. Jaspers
- Everhard Jekel
- Samuel Jessurun de Mesquita
- Johannes Antonius Fredericus Joghems
- Henri Jonas
- Germ de Jong
- Gerrit de Jong
- Toon de Jong
- Johanna Alida Catharina de Jonge
- Marie de Jonge
- Roelf Jongman
- Jan Jordens
- Johannes Hendricus Jurres

K
- Jaap Kaal
- Dorry Kahn-Weyl
- Harm Kamerlingh Onnes
- Johan Bernard Kamp
- Fokke Kamstra
- Otto B. de Kat
- Henriette Agnete Kitty von Kaulbach
- Lucie Keijser
- Antony Keizer
- Marie Kelting
- Bernard Johan Kerkhof
- Gerard Kerkhoff
- Johan Kerkmeijer
- Adriaan Keus
- Jan Kijff
- Marie Kilsdonk
- Reimond Kimpe
- Nel Klaassen
- Ekke Kleima
- Frits Klein
- Jan Kleintjes
- Willem Klijn
- Samuel Klinkenberg
- Piet Kloes
- Cornelis Kloos
- Nicolaas Kluijver
- Nel Kluitman
- Albert Klijn
- Josina Knap
- Willem Knip
- Rie Knipscheer
- Olga van Iterson-Knoepfle
- Elize Knuttel
- Gerardus Johannes Koekkoek
- Kobus Koeman
- Willem Koerse
- Willem de Kok
- Mark Kolthoff
- Douwe Komter
- Cornelis Koning
- Dirk Koning
- Edzard Koning
- Roeland Koning
- Ulco Kooistra
- Lody van Kooten Jr.
- Cornelis Koppenol
- Louis Kortenhorst
- Jan Korthals
- Jo Koster
- Klaas Koster (kunstschilder)
- Nicolaas van der Kreek
- Alfred Krenz
- Mijndert Krijnsen
- Johannes Jacobus Kroon
- Gerard Kroone
- Hildo Krop
- Han Krug
- Louis Krüger
- Dirk Kruizinga
- Johan Alexander Kruseman
- Frederik Adolf Krüsmann
- Harrie Kuyten
- Willem van Kuilenburg
- Sjoerd Kuperus
- Giselle Kuster
- Cornel Kwint

L
- Jan Lamberts
- Clemens van Lamsweerde
- Anna Clasina Op 't Land
- Daan de Lange
- Jan Bernaard de Lange
- Ger Langeweg
- Sara Ledeboer
- Coba van der Lee
- Arie Leeflang
- E.C. Leegstra
- Wiert Hendrik Leemhuis
- Titus Leeser
- Cornelis de Leeuw
- Dirk de Leeuw
- Cor van Leeuwen
- Henk van Leeuwen
- Marinus Willem Gustus Leeuwen
- Willem van Leeuwen
- Anna Lehmann
- David Jacob van Lennep (1896-1982)
- Henriëtte Johanna van Lent-Gort
- Johannes Leopold
- Gerard van Lerven
- Willem van Leusden
- Hubert Levigne
- Willem van Lierop
- Johan van der Linde (jr.)
- Hubert van Lith
- Alfred Löb
- Jan Lodeizen
- Lou Loeber
- Josephus Bernardus Antonius Lohman
- Theo Lohmann
- Huub Loontjens
- Albert Loots
- Eugène Lücker
- Gerrit Lulof
- Huib Luns
- Theo Luns
- Joop van Lunteren
- Jaap Luttge
- Ans Luttge-Deetman
- Dick van Luijn

M
- Henri MacLean
- Harry Maas
- Marie Henry Mackenzie
- Karin Mader
- J.C.F.H. Magendans
- Jan Henri Makkink
- Kees Maks
- Adrianus Marchal
- Mien Marchant
- Henriëtte Marcus
- Jacques Maris
- Gijsbert George Martens
- Arend Jan Massink
- Johan Hendrik van Mastenbroek
- Herman Mees
- Johan Meijer
- Sal Meijer
- Tom Meijer
- Frederika Wilhelmina Christina Teding van Berkhout-de Meijere
- Frans Meijers
- Louis Meijs
- Mattheus Carel August Meischke
- Henk Melgers
- Cornelis Mension
- Hermann Friedrich Mertens
- Antonia ter Meulen
- Harmen Meurs
- Jan Anthony Adriaan (Jan) van Meurs
- Arie van Mever
- Pierre Michel
- Judy Michiels van Kessenich
- Johan Miedema
- Willem Minderman
- Adrianus Miolée
- Charles Moen
- Ro Mogendorff
- Toon van der Molen
- Tijmen Moll
- Johannes Abraham Mondt
- François Albertinus Mooy
- Chris Moret
- Hendrik Cornelis van Mourik
- Jacques van Mourik
- Pauline Johanna Gesine Mouthaan
- Toon van den Muijsenberg
- Albert Mulder
- Jan Mulder (1895-1988)
- Wim Mulder
- Bertha Müller (1883-1968)
- Xeno Münninghoff

N
- Isaäc Naarden
- Jan Coenraad Nachenius
- Dirk Berend Nanninga
- Mien Nanninga
- Max Nauta
- Gerrit van 't Net
- Elie Neuburger
- Albert Neuhuys (1895-1968)
- Arnold Bernard Neujean
- Jacqueline Marguerite van Nie
- Kasper Niehaus
- Leonardus Josephus Niehorster
- Carl Cornelis van Niekerk
- Willem van Nieuwenhoven (1879-1973)
- Gustaaf van Nifterik
- Johan Christiaan Nijlandrkd
- Suzanne Nijs
- Hans van Norden
- Henriëtte Gesina Numans

O
- Elisabeth Obreen
- Wim Oepts
- Otto ten Oever
- Albert Oger
- Suze Oosterhuis-van der Stok
- Henri van Os Delhez
- Betsy Westendorp-Osieck
- Tames Oud
- Jan Ouwersloot
- Coen van Oven
- Gijsbertus Johannes van Overbeek

P
- Corrie Pabst
- Hanny Paehlig
- Abraham Arnoldus Pakkoo
- Ru Paré
- Jan Peeters (1912 - 1992)
- Bart Peizel
- Rudolf Ernst Penning [nl]
- Jan Pennings
- Henriëtte Pessers
- Lukas Peterich
- Piet_Peters_(kunstenaar)
- Adri Pieck
- Johanna Pieneman
- Johannes Antonius Pietersen
- Reinier Pijnenburg
- Edith Elizabeth Pijpers
- Leonard Pinkhof
- Adriaan van der Plas
- George Pletser
- Toon Pluymers
- Femmetje Marijke Poel
- Henk Poesiat
- Christiaan Pointl
- Arend van de Pol
- Hugo Polderman (1886 - 1977)
- Johan Ponsioen
- Jan Ponstijn
- Jan Poortenaar
- Justin van de Port
- Charlotte Pothuis
- Ko Prange
- Claas Prins
- Riekele Prins
- Maria Pronk-Rompelman
- Johannes Proost
- Pieter Puijpe

R
- Marinus van Raalte
- Willem Rädecker
- Cecilia Maria Elisabeth de Ranitz
- Johan Bernhard Ludwig Reelfs
- Etie van Rees
- Koen van Rees
- Willem Karel Rees
- Gustavus Valère Marie Hubert Regout
- Piet de Regt
- Marie van Regteren Altena
- Han Rehm
- Hans Reicher
- Herman van Remmen
- Henriëtte Johanna Reuchlin-Lucardie
- Theo van Reijn
- Piet Rezelman
- Bernard Richters
- Han Richters
- Ietske Richters
- Marius Richters
- Theo Riegstra
- Jan Rijlaarsdam
- Thijs Rinsema
- Coba Ritsema
- Henri Ritzen
- Johannes Cornelis Roelandse
- Willem Elisa Roelofs (1874-1940)
- Johannes Cornelis Gerardus A. Roest
- Cornelis Rol
- Herman Romijn
- Bethijl Philippus van Romondt
- Frans Ronda
- Hendrikus Elias Roodenburg
- Dorus Roovers
- Lize Rose
- Suze Rosse
- Jos Rovers
- Chris le Roy
- Hans Royaards (1902-1975)
- Willem Jacob Rozendaal
- Gra Rueb
- Georg Rueter
- Alida Henriëtte Runeman

S
- Saraochim Salim
- Henri Savrij
- Jaap Sax
- Gerbrand Frederik van Schagen
- Lodewijk Schelfhout
- Johan Scherrewitz
- Frits Schiller
- Marinus Schipper
- Carl Eberhard Schlüter
- Willy Van Schoonhoven Van Beurden
- Anthonie Pieter Schotel
- Lizzy Schouten
- Wout Schram
- Louis Schrikkel
- Sierk Schröder
- David Schulman
- Louis Schutte
- Bertha thoe Schwartzenberg
- Maria Adeline Alice Schweistal
- Jos Seckel
- Adrianus Wilhelmus Selhorst
- Henri Sicking
- Willem Siedenburg
- William Henry Singer
- Frans Slager
- Suze Slager-Velsen
- Viry Slijper
- Gerardus Hermanus Johannes Sluijter
- Willy Sluiter
- Anton Smeerdijk
- Alberta Johanna Meijer-Smetz
- Elisabeth Bol-Smit
- Ineke Smit
- Jan Smit Kzn
- Hobbe Smith
- Johan Smith (1900-1958)
- C.P. Snijders b. 1904
- Andree de Sobocka
- Christiaan Soer (1882-1961)
- Leonida Sologaub
- Truus van Someren Gréve
- Louis Soonius
- Johan Spaling (1891-1974)
- Frederika Springer
- Ludwig Stainer
- Henri Johan van der Stal
- Jacq Stal
- G.J. Staller
- Arend van Starrenburg
- Pieter Starreveld [nl]
- Cephas Stauthamer
- Louis van der Steen
- Jan Jelmer Steenhuis (1897-1983)
- Wim Steijn
- Johann von Stein
- Marie van Waning-Stevels
- Koos Stikvoort
- Dick Stins
- Theo Stiphout
- Charles Stok
- Hans van der Stok
- Agnes van Stolk
- Sara van Stolk
- Heinrich Wilhelm Christian Stolle
- Corry Stolp
- Barend Hendrik Stomps
- Pierre Stordiau
- Michiel Straasheijm
- B. Straithon - van Gelder
- Theo Swagemakers

T
- Jan Tebben
- Josefa Tepe
- Carl Thoenies
- Jan Tiele
- George Tielens
- Kees Timmer
- Adriaan Timmers
- Frans Timmers
- Jan van Tongeren
- René P. Tonneyck
- Ersika Tóth
- Jelle Troelstra

V
- Willem Valk
- Hendrik Valk
- Karel van Veen
- Johan Laurent ter Veer
- Jacobus Marinus Augustinus Veerman
- Paul van der Ven
- Eduard Verboog
- Johannes Nicolaas Anthonius Vergeer
- Margaretha C. Verheus
- Josef Verheyen (1899 - 1976)
- Andreas Jacobus Verhorst
- Jan Veringa (1907 - 1982)
- Lucas Verkoren
- Albert Verschuuren
- Leonard Pieter Versteeg
- Henri Verstijnen
- Johanna Helena Viertelhausen
- Dirk Vis
- Heyme Vis
- Reinder Visscher
- Jan Visser
- Tjipke Visser
- Tula Marina di Vista
- Gerard van Vliet
- Tilly Münninghoff-van Vliet
- Leendert van der Vlist
- Koos van Vlijmen
- Leendert de Vogel
- Adrianus Volkers
- Maurice Volkhemer
- Dirk Volz
- Gerard Voogd
- Kees de Voogt
- Charles Vos
- Henri Vos
- Jo Voskuil
- Jeroen Voskuyl
- Cornelis Vreedenburgh
- Herman Vreedenburgh
- Martinus Vreugde
- Hendrik de Vries
- Johan Marinus de Vries (1892-1982)

W
- Leo van Waegeningh
- Jaap Wagemaker
- Hendrik Adriaan van der Wal
- Petrus Marinus van Walcheren
- Willem van de Walle
- Ben Walrecht
- Herman Walstra
- Willem Abraham Wassenaar
- Catharina Elisabeth Wassink
- Gisèle d'Ailly van Waterschoot van der Gracht
- Charles Weddepohl
- Hendrik Weegewijs
- Barend Hendrik Ter Weeme
- Theo ter Weeme
- Fedde Weidema
- Jaap Weyand
- Jan Harm Weijns
- Ype Wenning
- Clara Adriana van der Werff
- Wouter Marinus van de Werk (1875-1969)
- Hendrik Nicolaas Werkman
- Frans Werner
- Jobs Wertheim
- Hendrik Jan Wesseling
- Hendrik Jacobus Westendorp
- Gerhard Westermann
- Johannes Embrosius van de Wetering de Rooij
- Berend Wolter Weyers
- Jan Wiegers
- Willem Wiegmans
- Ids Wiersma
- Joub Wiertz
- Louis Frederik Wijmans
- Wilhelmus Lambertus Wijmans
- Willem Abraham de Wijn
- Piet van Wijngaerdt
- George Wildschut
- Marie Willeboordse
- Wilhelmus Antonius Willemsen
- Karl Willerding
- Paul Windhausen (1903-1944)
- Johan Walraven van Winkoop
- Jos Wins
- Willem Witjens
- Jan Wittenberg (artist)
- Dirk Wolbers
- Hendrik Jan Wolter
- Gerrit Woudt
- Wilm Wouters
- Elsa Woutersen-van Doesburgh
- Gonda Wulfse

Z
- Ed van Zanden
- Jan van der Zee
- Janus van Zeegen jr.
- Agatha Zethraeus
- Louis de Zwart
- Johan van Zweden
- Douwe van der Zweep
- Piet Zwiers
- Jac Zwijsen